# Estación Thieffry
La estación de Thieffry es una de las estaciones del sistema de Metro de Bruselas localizada en el ramal este de la línea 5, en la municipalidad de Etterbeek. Hasta abril de 2009 formaba parte de la línea 1A. La estación fue abierta al público el 20 de septiembre de 1976 y tiene el nombre del aviador belga Edmond Thieffry, que también da nombre a la calle en la que se sitúa.